# タケオキクチ
TAKEO KIKUCHI（タケオキクチ）は、日本のメンズファッションブランド。1984年にファッションデザイナーの菊池武夫（きくち たけお）によって設立された。ワールドグループのエクスプローラーズトーキョーが展開。

## ブランドの歴史
（出典）
1984年、菊池武夫がMENʼS BIGIから株式会社ワールドに移籍しTAKEO KIKUCHIを発表。元赤坂ビルにオフィスを構える。原宿ビブレに1号店をオープン。
1985年、レディースラインTAKEO KIKUCHI FAMMEを展開開始。
1986年、菊池武夫プロデュースによる複合商業スペースTKビルを西麻布にオープン。オフィスも西麻布ビルに移転。カジュアルラインとしてMAUL RUCKを展開開始。TAKEO KIKUCHI FAMMEをSTIMULUSにブランド名を変更。
1987年、SUITS TAKEO KIKUCHIを展開開始。
1991年、TAKEO KIKUCHI TAILOR-MADE のオーダー展開開始。
1996年、監督・王家衛（ウォンカーウァイ）、主演・浅野忠信による 短編映画「wkw/ tk/1996@7'55"hk.net」をプロデュース。 TAKEO KIKUCHI GENTLEMANを展開開始。
1999年、TK TAKEO KIKUCHIを展開開始。 TAKEO KIKUCHI TAILOR-MADEをTAKEO KIKUCHI SCULPTUREにブランド名を変更。
2002年、６年ぶりに東京コレクションへ参加。
2004年、菊池武夫がクリエイティブディレクターを後任に引継ぐ。
2005年、40CARATS&525 BY TAKEO KIKUCHIを展開開始。 
2012年、菊池武夫がクリエイティブディレクターに再就任し、渋谷明治通りに本店をオープン。
2014年、30周年記念プロモーション“CELEBRATING pirtiep ANNIVERSARY”を実施。
2015年、13年ぶりに東京コレクションへ参加。
2016年、CITY SETTER を展開開始。 ミュージシャン・布袋寅泰氏のツアー衣装の担当を開始。
2017年、PRODUCT NOTES JAPANを展開開始。
2019年、バスケットボール男子日本代表「AKATSUKI FIVE」とオフィシャルスーツパートナー契約を締結。

## グローバル展開
ブランドは日本国内に留まらず、アジアを中心にグローバル市場にも進出している。特に、台湾、タイでの人気が高く、現地のファッションビルや百貨店などで取扱われている。